# Štefan Gajdoš
| 38238 Holíč    | 18 luglio 1999   |
| 59419 Prešov   | 9 aprile 1999    |
| 123852 Jánboďa | 15 febbraio 2001 |

Štefan Gajdoš (1959) è un astronomo slovacco.
Il Minor Planet Center gli accredita la scoperta di dodici asteroidi, effettuate tra il 1999 e il 2009, la maggior parte in collaborazione con altri scopritori: Adrián Galád, Dušan Kalmančok, Leonard Kornoš e Jozef Világi.
Gli è stato dedicato l'asteroide 213636 Gajdoš.